# Aqqaluk Lynge
Aqqaluk Lynge (født 12. oktober 1947 i Aasiaat) er en grønlandsk politiker og forfatter.
Han er tidligere Formand for Inuit Circumpolar Conference. Han er også tidligere medlem af Grønlands Landsting, og var en af grundlæggerne af det grønlandske politiske parti Inuit Ataqatigiit (IA).
Han er indfødt Kalaallit (grønlandsk), og er medlem af FNs Permanente Forum for Urfolk, som er et rådgivende organ for FN's økonomiske og sociale råd. Forummet behandler sager knyttet til indfødte folk, som økonomiske og social udvikling, kultur, miljø, uddannelse, sundhed og menneskerettigheder.
Han har skrevet digtsamlingen Tupigusullutik angalapput/Til hæder og ære (1982), og desuden bogenInuit om ICC (1993), debatbogen Isuma/Synspunkt (1997), og Inuunermi aqqusaarneq. Livets gæst. Life's Guest (1998) om kunstneren Aka Høegh. Han er næstformand og tidligere formand for den grønlandske forfatterforening Atuakkiortut.

## Æresbevisninger
- Nersornaat, Grønlands Hjemmestyres fortjenstmedalje, i sølv (1991)
- Ridder af 1. grad af Dannebrogordenen (2004)